# Абу Магді аль-Мугандіс
Абу Магдіаль-Мугандіс (араб. أبو مهدي المهندس; 1 липня 1954, Басра — 3 січня 2020, Багдад) — іраксько-іранський політик і військовий діяч. На момент своєї смерті обіймав посаду заступника керівника коаліції Сил народної мобілізації, яка брала участь у бойових діях проти Ісламської держави. За деякими відомостями мав тісні зв'язки з Силами «Кудс», що входять до складу збройних сил Ірану. Був командиром шиїтського ополчення «Катаїб Хезболла», а до цього співпрацював з Корпусом Вартових Ісламської революції проти режиму Саддама Хусейна.
Йому були пред'явлені звинувачення в тероризмі у зв'язку з діяльністю в Кувейті в 1980-х роках і заочно засуджений до смертної кари в 2007 році кувейтським судом за участь в організації вибухів у 1983 році. Абу Магдіаль-Мугандіс був внесений до списку міжнародних терористів Сполученими Штатами Америки .
3 січня 2020 року був убитий під час авіаудару США з міжнародного аеропорту Багдада, в результаті якого загинув генерал-майор збройних сил Ірану Касем Сулеймані.

## Біографія

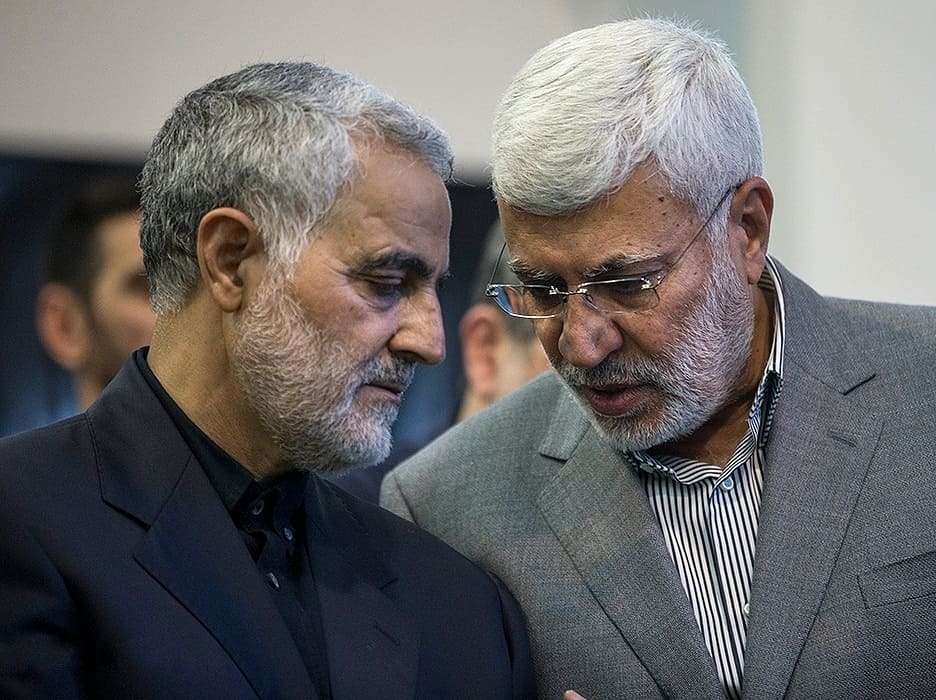
Касем Сулеймані (зліва) з Абу МагдіАль-Мухандисом (праворуч) в 2017 році на церемонії похорону батька Сулеймані в Мусаллі (Тегеран).

Народився 1 липня 1954 року в окрузі Абу-ель-Хасіб, мухафаза Басра, Ірак. Його батько був громадянином Іраку, а мати — громадянка Ірану. У 1977 році закінчив навчання і отримав диплом інженера, і в тому ж році вступив в шиїтську партію Дава, яка виступала проти уряду баасистів. Після того, як Саддам Хусейн заборонив діяльність партії Дава, Абу МагдіАль-Мугандіс втік у 1979 році через кордон в іранське місто Ахваз, де був створений табір для підготовки іракських дисидентів з метою повалити режим Саддама Хусейна. У 1983 році разом з Корпусом Вартових Ісламської революції організовував у Кувейті атаки на посольства країн, які підтримували Ірак в Ірано-іракській війні. У грудні 1983 року втік до Ірану через кілька годин після вибухів у посольствах США та Франції в Кувейті. Пізніше був заочно засуджений до смертної кари судом у Кувейті за організацію терористичних актів. Оселився в Ірані, одружився з місцевою жінкою, отримав іранське громадянство. Пізніше був призначений військовим радником Сил «Кудс», консультуючи їх щодо організації атаки на іракських військових в Басрі.
2003 року повернувся до Іраку після вторгнення США та їх союзників і став виконувати функції радника з безпеки прем'єр-міністра Ібрагіма аль-Джаафарі. У 2005 році був обраний в раду представників Іраку представником партії Дава від мухафази Бабіль. У 2006 році офіційні особи США звернулися до прем'єр-міністра Іраку Нурі аль-Малікі з проханням видати їм організатора терактів у Кувейті в 1983 році. Абу Магдіаль-Мухандису довелося тікати в Іран.
У грудні 2011 року повернувся в Ірак після початку виведення американських військ, і очолив шиїтське ополчення «Катаїб Хезболла», а потім став заступником керівника «Сил народної мобілізації».
31 грудня 2019 року державний секретар США Майк Помпео назвав Абу Магдіаль-Мугандіса, поряд з Каїсом Хазалі, Хаді аль-Амірі та Фаліхом аль-Фаядом, відповідальними за напад на посольство США в Багдаді.
3 січня 2020 року Абу Магдіаль-Мугандіс був убитий разом з Касемом Сулеймані в результаті авіаудару США по міжнародному аеропорту Багдада за наказом президента США Дональда Трампа, щоб «зупинити війну».